# لويس مونتينيغرو
لويس فيليب مونتينيغرو كاردوسو دي مورايس إستيفيس (بالبرتغالية: Luís Filipe Montenegro Cardoso de Morais Esteves؛ من مواليد 16 فبراير 1973)  هو سياسي ومحامٍ برتغالي يشغل منصب رئيس وزراء البرتغال منذ أبريل 2024. وهو رئيس الحزب الديمقراطي الاجتماعي (PSD) ويقود الحكومة الدستورية الرابعة والعشرين.
كان مونتينيغرو عضوًا في جمعية الجمهورية عن مدينة أفيرو من عام 2002 إلى عام 2018، وقاد المجموعة البرلمانية لحزبه بين عامي 2011 و2017. وبعد هزيمته أمام روي ريو في انتخابات قيادة حزبه عام 2020، فاز على خورخي موريرا دا سيلفا في عام 2022 وأصبح رئيسًا للحزب الاشتراكي الديمقراطي.
توصل الحزب الاشتراكي الديمقراطي بقيادة مونتينيغرو إلى اتفاق مع حزب المركز الديمقراطي والاجتماعي - حزب الشعب وشكلوا التحالف الديمقراطي، يمين الوسط، قبل الانتخابات التشريعية البرتغالية عام 2024، وفاز التحالف الديمقراطي بأكبر عدد من المقاعد في الانتخابات بـ 80 مقعدًا، متفوقًا بمقعدين على الحزب الاشتراكي. ووفقا لنتيجة الانتخابات فقد عيّنه الرئيس مارسيلو ريبيلو دي سوزا رئيسًا للوزراء ليقود الحكومة الدستورية الرابعة والعشرين، وهي حكومة أقلية ائتلافية.